# Abel (imię)
Abel (hebr. הבל) – imię męskie wywodzące się z hebrajskiego abhal – „mgła, dym, tchnienie”. Być może wiązało się jednak z akadyjskim aplu || ibil lub asyryjskim ahbla || ablu – „syn rodzony”. Nosiła je postać biblijna, syn Adama i Ewy, który był pasterzem. Abel został zamordowany przez swego brata Kaina, rolnika. Imię to było notowane na terenie Polski już w średniowieczu, na przełomie XIII i XIV wieku, początkowo jako imię zakonne. Patronem tego imienia w Kościele katolickim są, obok Abla, syna Adama i Ewy, m.in. Abel, biskup Metzu, i Abel, arcybiskup Reims.
Abel imieniny obchodzi: 
- 2 stycznia, w dzień wspomnienia Abla, syna Adama i Ewy;
- 15 kwietnia, w dzień wspomnienia św. Abla, biskupa Metzu;
- 5 sierpnia, w dzień wspomnienia św. Abla, arcybiskupa Reims.

## Znane osoby noszące to imię
- Abel (król duński)
- Abel Biel, podkomorzy wieluński
- Abel (arcybiskup lubelski i chełmski)
- Abel Aguilar, kolumbijski piłkarz
- Abel Balbo – piłkarz
- Abel Korzeniowski – kompozytor
- Abel Salami – piłkarz
- Abel Tasman – żeglarz i odkrywca
- Abel Tesfaye – piosenkarz
- Abel Xavier – piłkarz

## Odpowiedniki w innych językach
- czeski – Ábel, Abel
- duński – Abel
- fiński – Abel
- francuski – Abel
- hiszpański – Abel
- niderlandzki – Abel
- niemiecki – Abel
- norweski – Abel
- rosyjski – Авель
- słowacki – Ábel
- słoweński – Abel
- szwedzki – Abel
- ukraiński – Авель
- węgierski – Ábel
- włoski – Abele